# پالاتسو دلا پرماننته
پالاتسو دلا پرماننته (به ایتالیایی: Palazzo della Permanente) (به معنی: کاخ دائمی)؛ با نام کامل انجمن هنرهای زیبا و نمایشگاه دائمی (به ایتالیایی: Palazzo della Società per le Belle Arti ed Esposizione Permanente)، که به سادگی به عنوان کاخ دائمی نیز شناخته می‌شود، یک ساختمان تاریخی در میلان است که در خیابان فیلیپو توراتی، شمارهٔ ۳۴ واقع شده است، و از سال ۱۸۸۱ میلادی محل استقرار مؤسسهٔ فرهنگی تاریخی و به همین نام است. این ساختمان که در سال ۱۸۸۱ میلادی توسط لوکا بلترامی به سبک احیای نئوکلاسیک طراحی شد، توسط معماران جولیو ریچارد و پائولو متسانوته، میان سال‌های ۱۹۲۰ و ۱۹۲۲ میلادی تا حدی بازسازی شد.
این کاخ که در اثر بمباران‌های جنگ جهانی دوم به شدت آسیب دیده بود، به استثنای نمای باقیمانده و چند سازهٔ از پیش موجود دیگر، توسط معمار-طراحان پیر جاکومو و آکیله کاستیلیونی بر اساس معیارهای خردگرایی بازسازی شد. این مجموعه از یک ساختمان افقی با اتاق‌های در نظر گرفته شده برای نمایشگاه‌های سازماندهی شده توسط انجمن و یک برج اداری عمودی تشکیل شده است.

## ساختمان لوکا بلترامی
در سال ۱۸۸۱ میلادی مؤسسهٔ فرهنگی انجمن هنرهای زیبا و نمایشگاه دائمی زمینی را در خیابان توراتی (در آن زمان خیابان شاهزاده اومبرتو نامیده می‌شد) خریداری کرد تا دفتر مرکزی خود را بسازد.
این پروژه به معمار لوکا بلترامی (زادۀ ۱۸۵۴ میلادی، میلان - درگذشتۀ ۱۹۳۳ میلادی، رم)، استاد معماری در آکادمی بررا و پلی‌تکنیک میلان سپرده شد و در مداخلات مهم معماری و مرمتی شهر در آن سال‌ها مشارکت داشت، از جمله: قلعۀ سفورزا و بازسازی برج فیلارته (۱۹۱۱–۱۸۹۳ میلادی)، کنیسه (۱۸۹۲ میلادی)، ساختمان بیمۀ عمومی در میدان کوردوزیو (۱۹۰۱ میلادی).
بلترامی، پالاتسو دلا پرماننته را بر اساس سبک نئوکلاسیک طراحی کرد و اتاق‌ها را به صورت شماتیک تقسیم‌بندی کرد. نمای متقارن در خیابان توراتی، با سنگ مرمر قرمز ورونا، دارای یک ورودی با سه بازشو در طبقۀ همکف است که با ستون‌ها و دو پنجرۀ مستطیل شکل برجسته شده است. تقسیم سه‌گانه در طبقۀ فوقانی در ایوان‌های قوسی شکل که با ستون‌ها در هم آمیخته و دو پنجرۀ مستطیلی با سه‌گوش سردرب در کنار هم قرار گرفته‌ و تکرار می‌شوند. عنوان این ساختمان بر روی دیوار در نما اجرا شد: انجمن هنرهای زیبا و نمایشگاه دائمی.

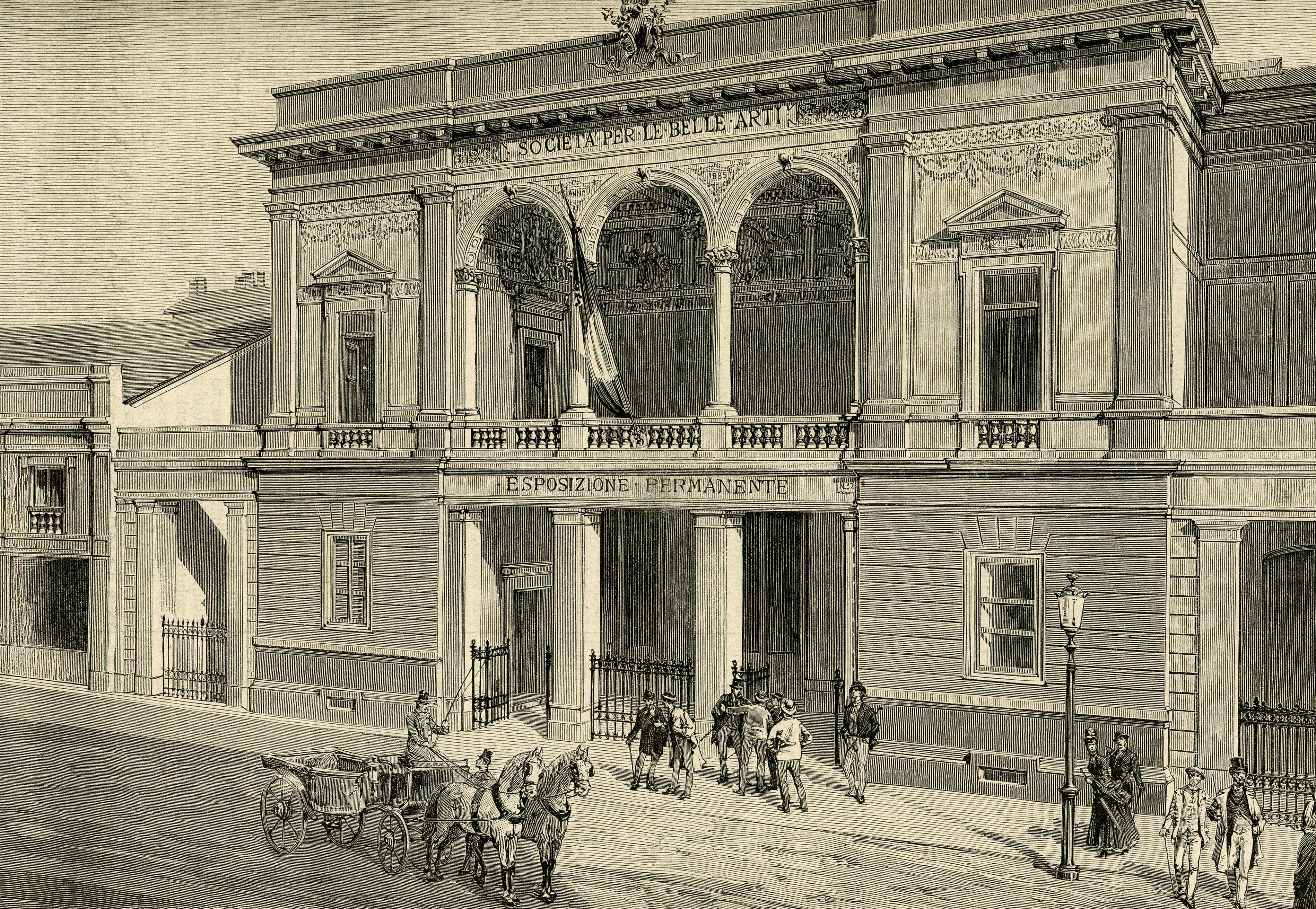
چاپ چوبی از ساختمان، سال ۱۸۹۷ میلادی

در داخل، چیدمان فضاها به سال ۱۸۸۶ میلادی، تاریخ افتتاح آن برای عموم، به چهار اتاق که توسط نورگیر در طبقه همکف روشن شده، یک حیاط سرپوشیده و یک گالری برای نمایش مجسمه‌ها که توسط یک باغ و یک کافه تریا به پایان می‌رسد، تقسیم شده است. دسترسی به طبقۀ فوقانی از طریق یک پلکان سنگ مرمر دوتایی انجام می‌شود. در طبقۀ اول یک سالن بزرگ برای رویدادها، کنفرانس‌ها و جلسات در نظر گرفته شده است و از دو سو، توسط دو اتاق برای نمایش اشیاء احاطه شده است.